# Exoprosopa heterocera
Exoprosopa heterocera är en tvåvingeart som beskrevs av Mario Bezzi 1912. Exoprosopa heterocera ingår i släktet Exoprosopa och familjen svävflugor.
Artens utbredningsområde är Malawi. Inga underarter finns listade i Catalogue of Life.